# Valentino Fois
Valentino Fois (* 23. September 1973 in Bergamo; † 28. März 2008 in Villa d’Almè) war ein italienischer Radrennfahrer.
Valentino Fois wurde 1995 Erster der Gesamtwertung beim Giro della Valle d’Aosta. Im nächsten Jahr wurde er Profi bei Panaria-Vinavil, wo er mit einem Etappensieg bei der Tour de Pologne seinen ersten Profierfolg feierte. 1997 fuhr er für Mapei-GB und danach wechselte er zu Vini Caldirola, wo er 1999 den Giro del Mendrisiotto gewann. 2002 fuhr Fois für die Mannschaft Mercatone Uno, wo er des Dopings überführt wurde und eine dreijährige Sperre erhielt. Zur Saison 2008 wurde er wieder Profi bei dem Continental Team Amore & Vita.
1997 wurde Fois für zwölf Monate wegen Dopings gesperrt, nachdem er positiv auf die Einnahme von Testosteron getestet worden war. Nach einer erneuten positiven Dopingkontrolle im Jahr 2002 wurde er für drei Jahre gesperrt und zur Zahlung einer Geldstrafe verurteilt.
Am 28. März 2008 wurde Valentino Fois tot in seiner Wohnung in Almè aufgefunden. Die Todesursache ist unklar.

## Erfolge
1995
- Gesamtwertung Giro della Valle d’Aosta

1996
- eine Etappe Tour de Pologne

1999
- Giro del Mendrisiotto

## Teams
- 1996 Panaria-Vinavil
- 1997 Mapei-GB
- 1998 Vini Caldirola-Longoni Sport
- 1999 Vini Caldirola-Sidermec (ab 24.06.)
- 2000 Team Colpack (ab 29.07.)
- 2001 Mobilvetta Design-Formaggi Trentini
- 2002 Mercatone Uno (bis 12.06.)

- 2008 Amore & Vita (bis 28.03.)